# جون أ. تولان
جون أ. تولان الابن (بالإنجليزية: John A. Toolan Jr.)‏(ولد في 28 يناير 1954) فريق في قوات مشاة بحرية الولايات المتحدة وهو القائد العام لقوات مشاة البحرية الأمريكية في المحيط الهادئ.